# Pacheco Nobre
Mário Pacheco Nobre, de nom complet Mário Fernando Ribeiro Pacheco Nobre, est un footballeur portugais, retraité, né le 22 septembre 1925 à Barreiro. Il évoluait au poste d’attaquant. International à une reprise.

## Statistiques
| Championnat | Championnat    | Championnat | Championnat | Championnat | Coupe nationale | Coupe nationale | Sélection Portugal | Sélection Portugal | Total   | Total   |
| Saison      | Club           | Pays        | Matches     | Buts        | Matches         | Buts            | Matches            | Buts               | Matches | Buts    |
| ----------- | -------------- | ----------- | ----------- | ----------- | --------------- | --------------- | ------------------ | ------------------ | ------- | ------- |
| 1944-45     | FC Barreirense | II Divisão  | inconnu     | inconnu     | inconnu         | inconnu         | inconnu            | inconnu            | inconnu | inconnu |
| 1945-46     | Sporting CP    | I Divisão   | 6           | 3           | 0               | 0               | 0                  | 0                  | 6       | 3       |
| 1946-47     | Académica      | I Divisão   | 12          | 4           | 0               | 0               | 0                  | 0                  | 12      | 4       |
| 1947-48     | Académica      | I Divisão   | 20          | 7           | 2               | '3              | 0                  | 0                  | 22      | 10      |
| 1948-49     | Académica      | II Divisão  | 13          | 5           | 1               | 0               | 0                  | 0                  | 14      | 5       |
| 1949-50     | Académica      | I Divisão   | 24          | 10          | 0               | 0               | 1                  | 0                  | 25      | 10      |
| 1950-51     | Sporting CP    | I Divisão   | 4           | 0           | 0               | 0               | 0                  | 0                  | 4       | 0       |
| 1951-52     | Sporting CP    | I Divisão   | 2           | 1           | 4               | 1               | 0                  | 0                  | 6       | 2       |
| Total       | Total          | Total       | 81          | 30          | 7               | 4               | 1                  | 0                  | 89      | 34      |

## Sélections
| Sélections | Date        | Stade                    | Adversaire | Résultat | Minutes | Compétition  | Buts |
| ---------- | ----------- | ------------------------ | ---------- | -------- | ------- | ------------ | ---- |
| 1          | 21 mai 1950 | Estádio do Jamor, Oeiras | Écosse     | 2 – 2    | 90 min  | Match amical | 0    |

## Palmarès

### Académica de Coimbra
- Vainqueur du Championnat du Portugal de deuxième division : 1 fois — 1948-49

### Sporting CP
- Vainqueur du Championnat du Portugal : 2 fois — 1950-51, 1951-52.
- Finaliste de la Coupe du Portugal : 1 fois — 1951-52.